# MBT-70
MBT-70 (Main Battle Tank 70; Kampfpanzer 70, KPz 70) – prototypowy czołg podstawowy opracowany wspólnie przez RFN i Stany Zjednoczone w latach 60. XX wieku. 
W pojeździe zastosowano szereg zaawansowanych technicznie rozwiązań. Czołg wyposażono w hydropneumatyczne zawieszenie, pozwalające na rozwijanie dużych prędkości w terenie i pochylanie kadłuba do przodu i do tyłu, jak również dwuwarstowy pancerz zapewniający ochronę przed pociskami kumulacyjnymi. Dodatkowo, cała załoga znajdowała się w wieży pojazdu, co sprzyjało optymalnemu opancerzeniu i niskiej sylwetce czołgu, poprzez wyeliminowanie stanowiska kierowcy z kadłuba. Wersja amerykańska miała być uzbrojona w armato-wyrzutnię XM150 kalibru 152 mm, strzelającą amunicją konwencjonalną jak również pociskami kierowanymi MGM-51 Shillelagh, takimi samymi jak w czołgu M551 Sheridan. Wersja niemiecka zakładała wykorzystanie konwencjonalnej armaty Rheinmetall kalibru 120 mm.
Skokowy wzrost kosztów projektu spowodował, że Niemcy wycofały się w 1969 roku, zamiast tego rozwijając bardziej konwencjonalny czołg Leopard 2. W USA prace kontynuowano jeszcze przez dwa lata, tam również ze względu na ograniczenia budżetowe zdecydowano się na opracowanie nowego czołgu – XM815, przemianowanego później na M1 Abrams.